# Dicraneurula exigua
Dicraneurula exigua är en insektsart som först beskrevs av Vilbaste 1968.  Dicraneurula exigua ingår i släktet Dicraneurula och familjen dvärgstritar. Inga underarter finns listade i Catalogue of Life.